# Douchy, Loiret
Douchy là một xã trong tỉnh Loiret, vùng Centre-Val de Loire bắc trung bộ nước Pháp. Xã này nằm ở khu vực có độ cao từ 121-190 mét trên mực nước biển.
Sông Ouanne chảy qua xã này.